# BLU-82

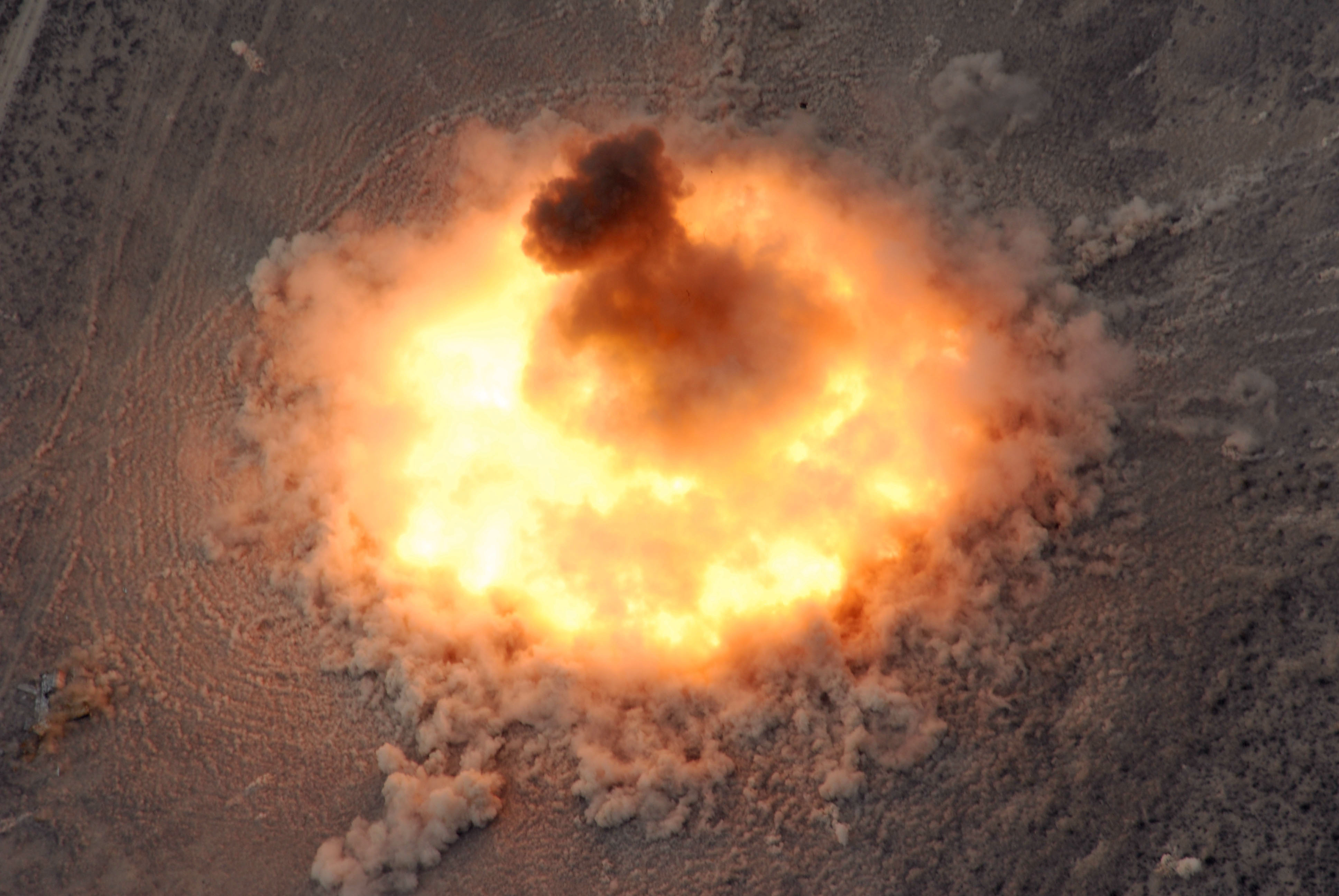
BLU-82 폭탄의 폭발 모습

BLU-82는 미국 공군의 초대형 폭탄이다. 코만도 볼트라는 이름으로 개발되었으며, 별명은 데이지 커터이다.

## 역사
최초의 사용은 1970년 3월 22일, 라오스 북부 롱 티엔의 북쪽에 한 발이 투하되었다.
폭발시 반경 5 km 이내의 모든 것을 쓸어버리는 가공할 만한 폭발력을 지녔으며, 1991년 걸프전 당시 이라크 지상군 사이에 공포의 대상이었다.
가장 위력이 뛰어난 지뢰 제거 방식은 BLU-82 기화폭탄이다. 폭탄의 폭발력을 이용해 일정 범위 안 지뢰를 다 터트리는 방식이다. 이 방법은 베트남전 때 헬기장을 건설하기 위해 지뢰지대를 뒤엎을 때 쓰였다.
2002년 개발된 GBU-43은 베트남전과 이후 걸프전(1991년)에서 위력을 발휘한 초대형 투하폭탄 BLU-82 '데이지 커터'(Daisy Cutter)의 성능을 개량한 후속판이다. 모든 폭탄의 어머니라는 별명을 갖고 있다. 2017년 아프가니스탄 전쟁에서 최초로 사용되었다. 이에 대해, 러시아는 2007년 위력이 MOAB의 4배라고 주장하는 열기압 폭탄을 개발해 실험했으며, 모든 폭탄의 아버지라고 별명을 붙였다.
1991년 걸프전 당시 미군의 MC-130E 수송기 2대는 당시 미군의 보유한 초대형 폭탄 BLU-82 '데이지커터' 두 발을 투하했는데 폭발력이 얼마나 큰지 당시 영국군 특수부대는 쿠웨이트에 핵폭탄이 투하된 것으로 무선으로 알리기도 했다. 미군은 다음날 뿌린 삐라에서 "여러분들은 가장 강력한 재래식 무기가 투하된 것을 경험했다"면서 "다시 폭격을 당할 텐데 숨을 수도, 도주도, 생존도 할 수 없다"고 위협을 가했다.
'데이지 커터'라는 별명은 땅 위에 핀 데이지 꽃을 잘라내는 듯 초토화시킨다는 의미이다.
무게 15,000 파운드(6.8톤)의 기화폭탄이며, 탄두중량은 12,600 lb (5,700 kg)이다. 한국의 현무-4 미사일의 탄두 중량이 2톤인데, 2배 이상의 폭탄이 장착된다.

## 핵폭탄

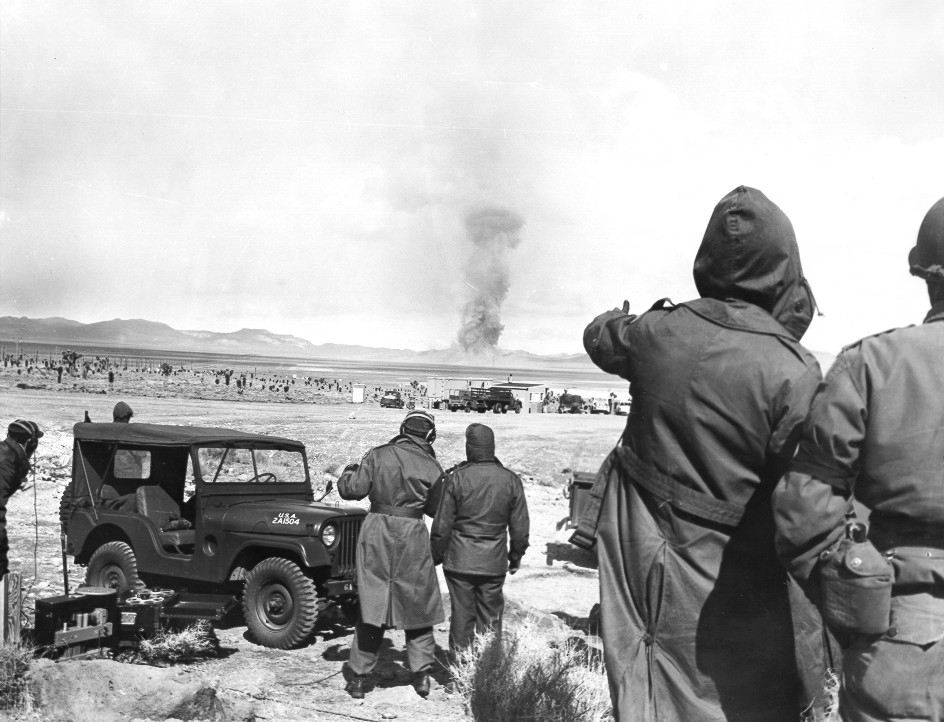
1955년 오퍼레이션 티팟 Wasp 핵실험. 1kt 폭발력인데, 데이지 커터 폭발과 비슷함을 알 수 있다. 주변의 지상군이 목격하기에는 별 큰 차이를 못 느낀다. 따라서 데이지 커터는 재래식 무기여서 사용이 매우 자유로우면서도, 적 지상군에게는 핵공격을 당한다는 극도의 공포를 안겨준다.

데이지 커터가 폭발하자, 인근의 영국 지상군이 핵폭발을 보고했다는데, 초소형 핵폭탄의 경우, 보통 1 kt 정도를 말한다.
1997년 10월 11일, 부산 항만청이 비상근무에 돌입했다. 지난달 러시아에서 핵배낭을 도난당했다는 발표에, 러시아 마피아들이 많이 출입하는 부산에 핵폭탄 반입이 우려되어서였다. 러시아 가방 핵폭탄은 007 가방 크기에 무게 27-45 kg이며 위력은 1Kt으로 5만-10만명의 인명이 사망한다. 미국도 W54로 만든 핵배낭이 있다. 역시 1 kt 폭발력이다.
미국 ‘스티븐스 인스티튜트 테크놀로지’의 시뮬레이션 프로그램 ‘누크맵(NUKEMAP)’은 2006년 북한 1차 핵실험 때의 1kt 핵폭탄이 서울시청 상공에서 폭발하면 시청 반경 700m 내 5만8000여명의 사상자가 발생했고, 지상폭발시 2만7000명의 사상자가 나왔다.
문제는, 북한이 1 kt 초소형 핵폭탄으로 대규모 공격을 할 때, 방사능 피해가 거의 없다는 점이다. 미국은 최근 연구에서 5 kt 핵무기는 아군 지상군에 대한 방사능 피해가 거의 없다고 보았다. 즉, 북한이 핵배낭을 반입한다던가 고체연료 소형 미사일을 사용한다던가 하여 1 kt 핵무기로 남한을 공격할 경우, 단 한발로 한 곳의 군사기지를 초토화시킬 수 있으면서도, 대도시나 인근 지역에는 아무런 피해가 없다. 10여발로 서울 북방과 후방의 주요 군사기지를 원샷원킬로 전멸시키고, 탱크부대로 신속하게 서울로 진격할 경우, 아무런 대응책이 없는 상황이다.
이러한 이슈를 "저위력 핵탄두"라고 하는데, 데이지 커터를 배낭 크기로 만들어 대량으로 사용하는 방식이다. 영국에서 발간되는 타블로이드 신문 더 선은 앞으로 정밀타격 저위력 핵탄두가 전쟁 양상을 영원히 바꿔놓을 것이라고 최근 보도했다. 트럼프 행정부는 저위력 핵탄두가 결국 핵전쟁 가능성을 크게 낮춰줄 것으로 보고 있다. 그러나 일부에서는 트럼프 대통령이 여차하면 핵단추를 누르고 싶은 유혹에 빠질 수 있다고 주장한다. 기존 핵탄두와 달리 저위력 핵탄두는 많은 민간인 사상자를 발생시키지 않을 것이기 때문이다. 영 애널리스트는 "어디로 튈지 모르는 미국의 대통령이 '왜 핵무기를 사용하면 안 되느냐'고 물을 수 있다"고 내다봤다.
보도에서는 미국만을 우려했지만, 김정은이 그런 의문을 가지면서, 대규모로 1 kt 핵미사일, 핵배낭, 핵대포를 사용할 경우, 한국전쟁처럼 일요일 새벽에 기습할 경우, 모두가 자는 동안 한두시간만에 한미연합군의 기갑부대, 공군기지, 대공미사일 방어망은 붕괴될 수 있다. 그러면, 서울 등 대도시와 주요 산업시설을 전혀 파괴하지 않고서도, 손쉽게 북한군 탱크로 서울 등 대도시를 하루 이틀만에 점령할 수 있다. 지상군, 시민들에 대한 방사능 피해가 거의 없으면서도, 단 한발의 핵미사일, 핵배낭, 핵대포로 주요 한미연합군의 핵심 군사기지 한 곳을 전멸시킬 수 있다.
이런 결과는, 대규모 조총부대로 순식간에 한양을 점령한 임진왜란, 대규모 탱크부대로 순식간에 서울을 점령한 한국전쟁 처럼, 아무런 대응책이 없이 속수무책으로 수도를 내줄 수 있다는 의미이며, 이에 대해 미국은 핵우산을 해주기가 쉽지 않다. 미국의 핵우산은 주로 대도시를 전멸시키는 초대형 핵폭탄 위주의 정책이기 때문이다.
부시행정부의 국방부는 미니-뉴크의 컨셉을 발전시키기로 했었다. 그 이유로, 5kt 이하의 핵무기는 폭발시 방출하는 치명적인 방사능이 주변 민간인들에 해를 끼치지 않는 상한선이기 때문이다. 관련한 핵실험 결과, 폭발위력이 낮은 핵무기로도 최신 벙커버스터(재래식폭탄)와 동등한 지하시설물 파괴력을 얻을 수 있으며, 지상폭발에 비해 1/10~1/12 정도의 방사능오염수치를 보이는 것으로 알려졌다.
2020년 북한은 영국의 절반 정도인, 20 kt 핵무기 100발 정도를 보유했을 것으로 미국은 분석하고 있다. 그러나, 역시, 기존의 핵전략인 대형 핵폭탄 계산법이고, 1 kt 초소형 핵무기 정책을 취했다면, 2000발 이상을 제조했을 수 있다.

## 비교
- GBU-57, 무게 30,000 파운드(14톤), 벙커버스터,  미국
- BLU-82, 무게 15,000 파운드(6.8톤), 기화폭탄,  미국
- FOAB, 모든 폭탄의 아버지, 무게 7,100 kg (15,650 lb), 기화폭탄,  러시아
- GBU-43, 모든 폭탄의 어머니, 무게 21,000 lb. (9.5 톤), 기화폭탄,  미국

## 같이 보기
- 열 압력탄